# NGC 4291
NGC 4291 é uma galáxia elíptica (E) localizada na direcção da constelação de Draco. Possui uma declinação de +75° 22' 16" e uma ascensão recta de 12 horas, 20 minutos e 17,3 segundos.
A galáxia NGC 4291 foi descoberta em 10 de Dezembro de 1797 por William Herschel.